# Stauntonia
Stauntonia é um género botânico pertencente à família Lardizabalaceae.

## Espécies
- Stauntonia alata
- Stauntonia angustifolia
- Stauntonia brachyanthera
- Stauntonia brachybotrya
- Stauntonia brevipes
- Stauntonia brunoniana
- Stauntonia cavalerieana
- Stauntonia latifolia
- Stauntonia hexaphylla

1. ↑  «Stauntonia — World Flora Online». www.worldfloraonline.org. Consultado em 19 de agosto de 2020